# Elasmosaurus
Elasmosaurus là một chi thằn lằn cổ rắn, được Cope mô tả khoa học năm 1868., đã sinh sống ở Bắc Mỹ trong giai đoạn Campania Creta muộn, khoảng 80,5 triệu năm trước. Mẫu vật đầu tiên được mô tả năm 1867 gần Fort Wallace, Kansas, Hoa Kỳ, và đã được gửi tới nhà cổ sinh vật học Mỹ Edward Drinker Cope, và ông đặt tên cho loài là E. platyurus năm 1868. 
Elasmosaurus dài khoảng 14 m (46 ft) và cân nặng 2.000 kg (2,2 tấn), làm cho nó một trong những loài thằn lằn cổ rắn lớn nhất. Chúng có thân thon dài với các vây tay giống mái chèo, một đuôi ngắn, đầu nhỏ và cổ rất dài. Cổ dài khoảng 7,1 mét (23 ft) Loài này khác với tất cả các thằn lằn cổ rắn khác bởi có sáu răng mỗi premaxilla (xương ở đầu mõm) và 72 đốt sống cổ (cổ tử cung). Xương sọ tương đối bằng phẳng, có một số răng dài nhọn. 